# Herrschaft Alfingen

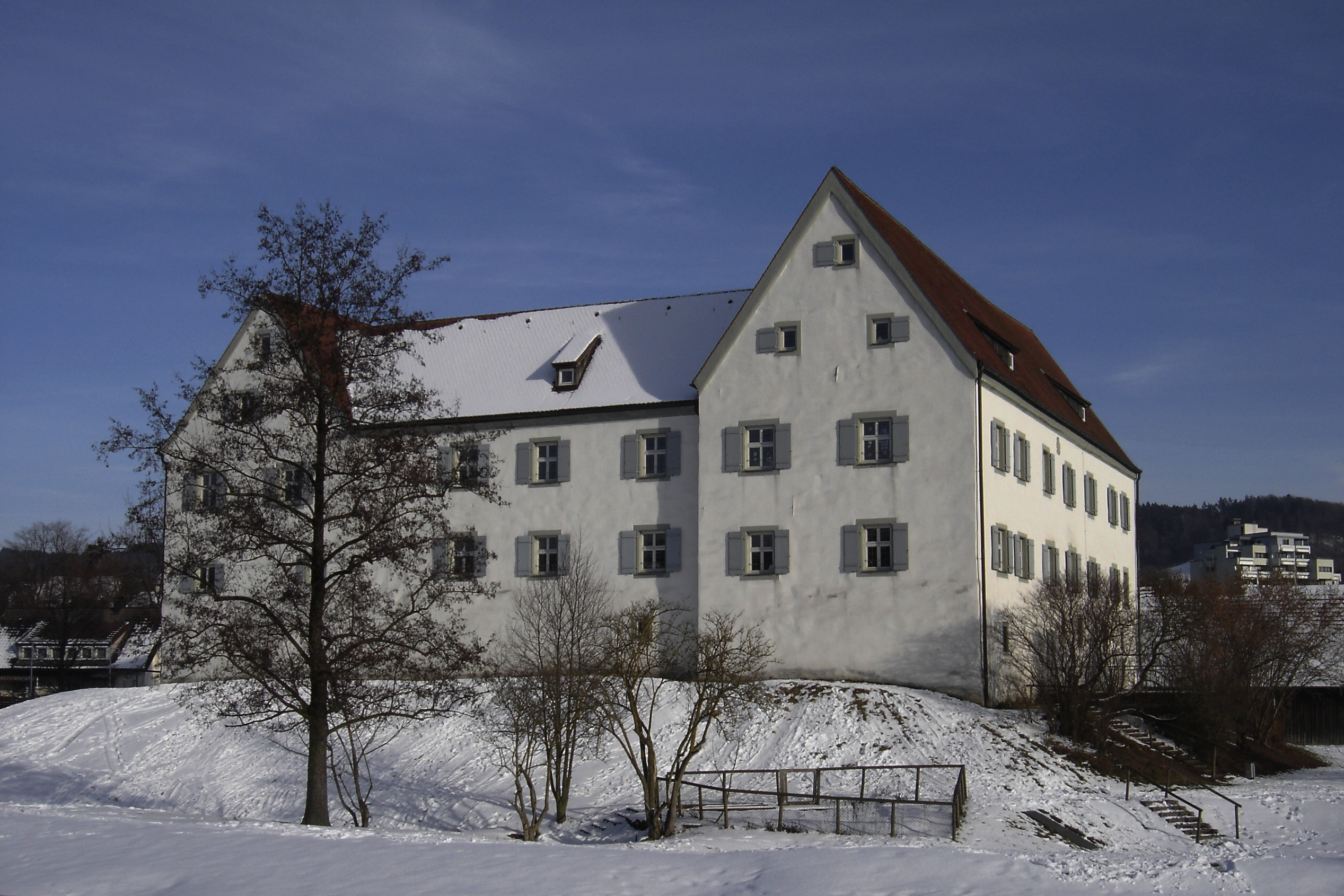
Schloss Wasseralfingen

Die Herrschaft Alfingen der Herren von Ahelfingen war eine Herrschaft im heutigen Ostalbkreis in Baden-Württemberg. Die Herrschaft fiel Mitte des 16. Jahrhunderts durch Lehenheimfall an die Propstei Ellwangen und wurde hier zum Amt Wasseralfingen, welches im Zuge der Säkularisation 1802/03 an Württemberg fiel.

## Geschichte
Die erste Erwähnung der Herren von Alfingen war mit der Herrschaft Alfingen im Jahre 1198. Bereits vor 1300 spalten sich die Ahelfinger in zwei Familienzweige auf und es entstehen so auch zwei Herrschaften. Einerseits die Herrschaft der Konrad’schen Linie mit Sitz zuerst auf Burg Niederalfingen, dann Burg Kocherburg, dann Burg Hoheneybach und schließlich Burg Hohenalfingen. Daneben gab es die Ulrich’sche Linie mit Sitz zunächst auf Burg Hohenalfingen und schließlich Burg Wasseralfingen.
Aus der Konrad’schen Linie bildete sich ein weiterer Zweig heraus, die Filstal-Linie. Diese war stark im Filstal von mehreren Grundherren belehnt. Nach Aussterben der Linie im 15. Jahrhundert wurden die Güter neu belehnt und gingen nicht an eine andere Linie.
Die Konrad’sche Linie starb 1513/1518 aus und die Besitztümer fielen an die Ulrich’sche Linie. Diese starb mit Wolf von Ahelfingen als letzten Vertreter 1545 aus, die Lehen gingen dann an die Lehnsherren zurück.

## Besitztümer

### Ulrich’sche Linie
Die Herrschaft Wasseralfingen (auf nebenstehender Karte blau):
- einige Weingärten in Gronbach (Württembergisches Lehen)
- ein Teil von Westhausen
- Reichenbach (bis 1545)
- Faulenmühle (1440 bis 1545)
- Schönberg (bis 1470, an Kapfenburg)
- Mohrenstetten (bis 1470, an Kapfenburg)
- Westerhofen
- Killingen
- Arlesberg (bis 1470, an Kapfenburg)
- Weiler (bis 1545, Helfensteinisches Lehen)
- Horn (1356 bis 1384)

Besitztümer, die um 1385 durch Heirat der Witwe des 1380 verstorbenen Ulrich von Ahelfingen, Margarethe von Rechberg-Heuchlingen, mit Ulrich von Wöllwarth an die Familie Wöllwarth gelangte:
- Weidenfeld
- Attenhofen
- Bernlohe
- Röthardt
- Oberrombach
- Affalterried

### Konrad’sche Linie
Die Herrschaft Hohenalfingen (auf nebenstehender Karte gelb):
- Burg Hohenalfingen mit Oberalfingen (bis 1513/1518, an Ulrich’sche Linie)
- Buch (1421 bis 1513/1518, an Ulrich’sche Linie)
- Baiershofen (seit vor 1432)
- Elberschwenden
- Dettenroden (13. Jh. bis 1513/1518, an Ulrich’sche Linie)
- Güter in Haisterhofen (1444 bis 1470)
- ein Teil von Westhausen
- ein Hof in Schwabsberg (seit 1442)
- ein Hof in Immenhofen
- „Einiges“ in Dalkingen (vor 1479 bis 1513/1518, an Ulrich’sche Linie)
- Zöbingen (bis 1335)
- Burg Kocherburg mit Gütern in Unterkochen (seit 13. Jh. bis 1317)
- Burg Hoheneybach (seit 1317)

#### Filstal-Linie
Die Filstal-Linie war eine Nebenlinie der Konrad’schen Linie. (auf nebenstehender Karte mit F markiert):
- Sparwiesen (bis spätestens 14. Jahrhundert)
- Eislingen
- Pliensbach (1383 bis 1437)
- Altbach (bis 1351–1387)
- Reudern (14. Jh.)
- Burg(-stelle) Plochingen (1366)
- St. Gotthardt (bis 1437)
- Heiningen (1409)
- Faurndau (vor 1413 bis 1421)
- Jebenhausen
- Burg Rechberghausen zur Hälfte (1406)
- Oberwälden (bis 1421)

### Sonstige Güter
Besitztümer, die keiner Linie zugeordnet werden können (auf Karte grau):
- Ruital
- Brausenried
- Heisenberg (bis ca. 1380)
- Treppach (vor 1535 bis 1545)
- Dorfmerkingen (1461 bis 1545)